# Alexij z Edessy
Alexius z Edessy (v české tradici řecká forma jména Alexios nebo latinská Alexius z Říma), byl potomek římské senátorské rodiny, který žil jako poustevník a zemřel jako svatý vyznavač přirozenou smrtí. Jako světce jej uctívá církev římskokatolická, řeckokatolická, pravoslavná a syrští monofyzité.

## Život
Pocházel z rodiny senátora Eufémia a jeho manželky Aglaji z Říma. Podle vůle rodičů se měl oženit s nevěstou z císařského rodu. Podle první syrské legendy ihned po svatebním obřadu nevěstu a město opustil a uprchl do tehdy syrské Edessy, kde žil 17 let jako žebrák u dveří kostela. Tamní kněz si povšiml jeho svatého života a obyvatelé jej začali nazývat řeckým  jménem Alexios, tj. Muž Boží. Alexius před uctíváním z Edessy odešel. Nechtěl se vystavovat nebezpečí, že by z prokazované úcty zpychnul. Podle legendy pak šel na východ a putoval Svatou zemí, zvláště po místech působení svatého Pavla. Podle syrské legendy byl pohřben v Damašku a jeho ostatky přenesl do Říma až metropolita Sergios s mnichy uprchlými ze Sýrie před muslimy.
Podle mladší římské legendy se Alexius vrátil do Říma, kde ho již nikdo nepoznal. Ani jeho rodiče nevěděli, že se vrátil jejich syn a přijali jej u svého domu jako anonymního žebráka. Tam žil v prostoru pod schody a živil se zbytky z kuchyně. Od domácího služebnictva zažíval mnoho ústrků a trpělivě je snášel. Podle legendy na něj dokonce služky vylévaly špinavou vodu. Často navštěvoval bohoslužby v chrámu svatého Petra. Takto prožil poslední léta svého života. Před smrtí napsal svému otci dopis, ve kterém se mu dal poznat. Pohřben byl do krypty chrámu na římském Aventinu.

## Hrob

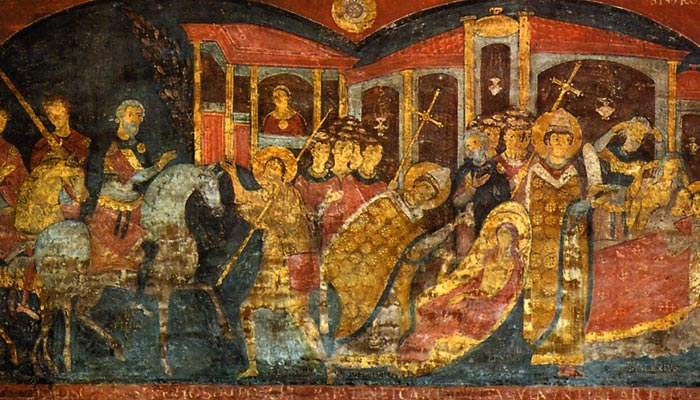
Tři scény ze života sv. Alexia, freska z 11. století, bazilika sv. Klimenta

Alexius byl podle starší římské legendy pohřben údajně při zdi kostela svatého Klimenta v Římě a teprve v 8. století jeho ostatky přeneseny do baziliky sv. Bonifáce při klášteře benediktinů na Aventinu. Následně byl Alexius roku 977 prohlášen spolupatronem tohoto kostela. nejstarší vyobrazení v kryptě kostela pochází z 8.–9. století. Mramorová tumba je v barokním oltáři; hlava je uložena v barokní stříbrné relikviářové bustě.

## Úcta
Alexiův hrob byl uctíván nemocnými, bylo mu připisováno zázračné uzdravení z lepry či moru, je patronem pasířů, poustevníků, poutníků a vagabundů, býval zaříkáván proti zemětřesení a bouřím.

### Evropa

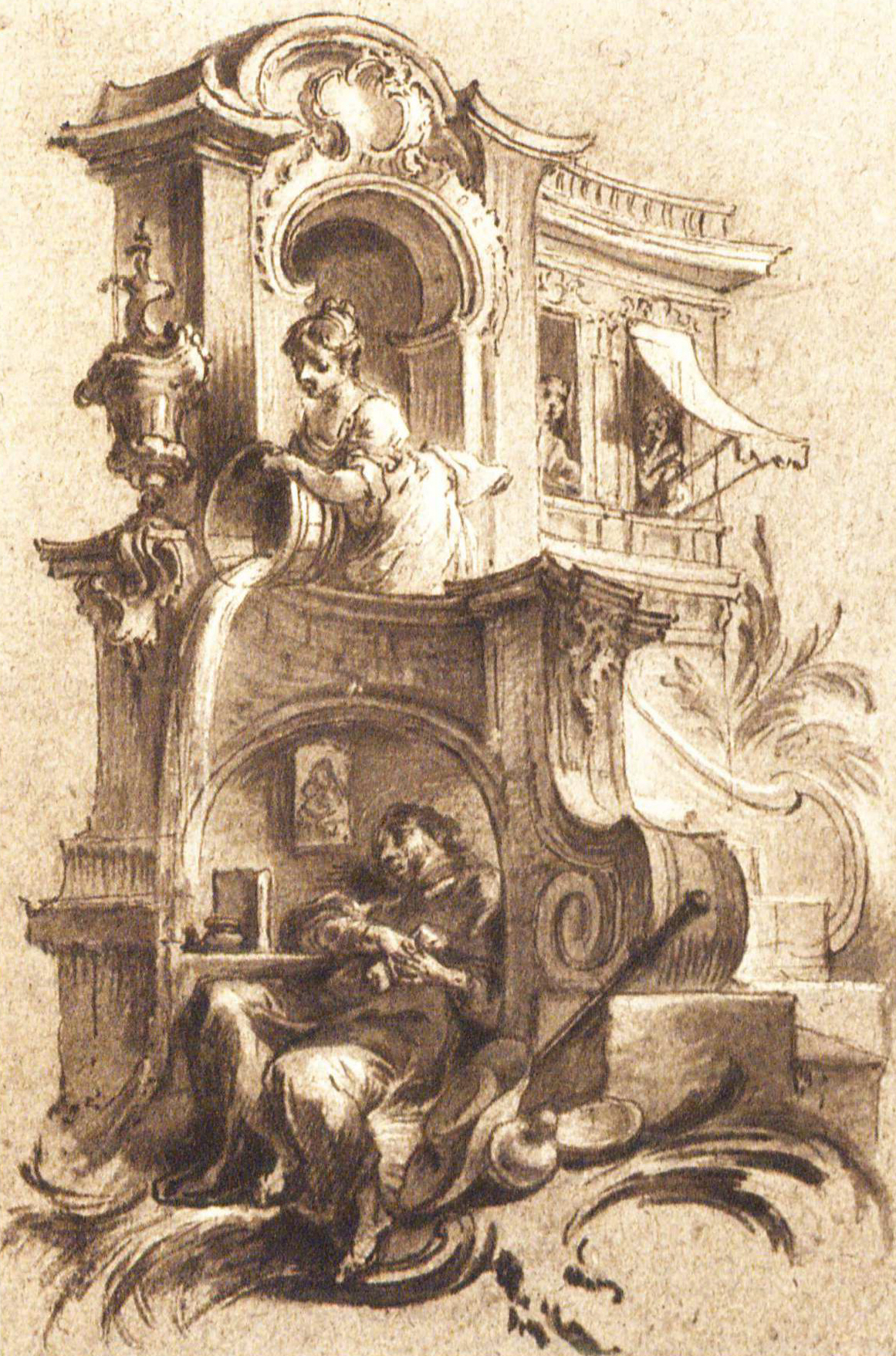
J. W. Baumgartner: Alexius u rodného domu, mědiryt, Mnichov, kolem 1750

- Řím – kostel sv. Bonifáce a Alexia, fresky Bazilika svatého Klimenta v Lateráně
- Rakousko – kostel v Lamingu, oltáře Vídeň, Innsbruck
- Německo – oltáře Waldsassen, Altmünster na Travenském jezeře, Špýr, kostel v Paderbornu), ženské kláštery (Landshut, Seligenthal)
- Polsko – Plock, Opole, Předboř, Tum
- Řecko – Athos (eremita typu Jana Křtitele, stejně jak na ruských ikonách)
- Rusko – Moskva, Nižnyj Novgorod, Petrohrad, Kostroma

### Česko
- Do kláštera sv. Bonifáce a Alexia na Aventinu, který proslul jako škola pro misionáře, v roce 990 vstoupil Čech svatý Vojtěch se svým bratrem Radimem; po třech letech podle Svatovojtěšské legendy z kláštera odešli a do Prahy přivedli skupinu mnichů. Tito mniši (tehdy) za Prahou založili Břevnovský klášter. Podruhé se tam Vojtěch vrátil po své rezignaci na pražský biskupský úřad v roce 996, když sháněl spolubratry k misii do Pruska.
- ostatky sv. Bonifáce a Alexia byly uctívány v Břevnově, v barokní době byly uloženy do stojacích relikviářů; v bazilice sv. Markéty barokní socha
- Zlomky česky psané legendy o sv. Alexiovi pocházejí ze 13.–14. století století a je v nich rozvedena.[3]
- Oltář sv. Alexia a sv. Anežky Římské v katedrále sv. Víta na Pražském hradě byl založen roku 1354.[4]
- Oltář sv. Alexia a Brigity v kostele Panny Marie před Týnem v Praze vznikl před rokem 1410, kdy už měl svého oltářníka[5]